# Милованье (Московская область)
Милованье — деревня в Волоколамском районе Московской области России, входит в состав сельского поселения Спасское. Население — 3 чел. (2010).

## География
Деревня Милованье расположена на западе Московской области, в юго-западной части Волоколамского района, примерно в 11 км к югу от города Волоколамска, на левом берегу реки Щетинка, при её впадении в реку Демшенко.
В 2 км восточнее проходит автодорога Р108 (Суворово — Руза). В деревне 5 улиц — Лесная, Новая, Озёрная, Полевая и Новый переулок. Ближайшие населённые пункты — деревни Клишино, Скорякино и Щекотово.

## Население
| 1859 | 1890 | 1899 | 1926 | 2002 | 2006 | 2010 |
| ---- | ---- | ---- | ---- | ---- | ---- | ---- |
| 275  | ↘189 | ↘127 | ↗187 | ↘8   | ↘7   | ↘3   |

## История
Упоминается в 1504 году как деревня, перешедшая во владение Иосифова монастыря.
В «Списке населённых мест» 1862 года — казённая деревня 1-го стана Рузского уезда Московской губернии по левую сторону дороги из города Можайска в город Волоколамск, в 35 верстах от уездного города, при колодце, с 42 дворами и 275 жителями (129 мужчин, 146 женщин).
По данным на 1890 год — деревня Судниковской волости Рузского уезда с 189 душами населения.
В 1913 году — 46 дворов.
В 1919 году включена в состав Осташёвской волости Волоколамского уезда.
По материалам Всесоюзной переписи населения 1926 года — деревня Лукинского сельсовета Осташёвской волости Волоколамского уезда в 8,5 км от Осташёвского шоссе и 15 км от станции Волоколамск Балтийской железной дороги. Проживало 187 жителей (66 мужчин, 121 женщина), насчитывалось 43 крестьянских хозяйства.
С 1929 года — населённый пункт в составе Волоколамского района Московского округа Московской области. Постановлением ЦИК и СНК от 23 июля 1930 года округа как административно-территориальные единицы были ликвидированы.
1929—1939, 1957—1963, 1965—1968 гг. — деревня Спасского сельсовета Волоколамского района.
1939—1952, 1954—1957 гг. — деревня Спасского сельсовета Осташёвского района.
1952—1954 гг. — деревня Клишинского сельсовета Осташёвского района.
1963—1965 гг. — деревня Спасского сельсовета Волоколамского укрупнённого сельского района.
1968—1972 гг. — деревня Горбуновского сельсовета Волоколамского района.
1972—1994 гг. — деревня Кармановского сельсовета Волоколамского района.
1994—2006 гг. — деревня Кармановского сельского округа Волоколамского района.
С 2006 года — деревня сельского поселения Спасское Волоколамского муниципального района Московской области.